# Sněžná (Krásná Lípa)
Sněžná (německy Schnauhübel) je malá vesnice, část města Krásná Lípa v okrese Děčín. Nachází se na návrší nad údolím Křinice, asi 2,5 km na severozápad od Krásné Lípy. Je zde evidováno 54 adres. V roce 2011 zde trvale žilo 27 obyvatel.
Sněžná leží v katastrálním území Vlčí Hora o výměře 9,02 km².

## Historie
První písemná zmínka o obci pochází z roku 1571. Vesnice dosáhla věhlasu katolického poutního místa zejména v první polovině 18. století.

## Obyvatelstvo
|                                                                    | 1869 | 1880 | 1890 | 1900 | 1910 | 1921 | 1930 | 1950 | 1961 | 1970 | 1980 | 1991 | 2001 | 2011 |
| ------------------------------------------------------------------ | ---- | ---- | ---- | ---- | ---- | ---- | ---- | ---- | ---- | ---- | ---- | ---- | ---- | ---- |
| Obyvatelé                                                          | 454  | 423  | 418  | 365  | 330  | 270  | 268  | 34   | 27   | 25   | 30   | 25   | 29   | 27   |
| Domy                                                               | 57   | 59   | 58   | 59   | 56   | 55   | 53   | 51   | .    | 12   | 12   | 37   | 38   | 36   |
| Počet domů z roku 1961 je zahrnut v domech místní části Vlčí Hora. |      |      |      |      |      |      |      |      |      |      |      |      |      |      |

## Pamětihodnosti
- Farní Kostel Panny Marie Sněžné byl zbudován roku 1732 jako jednolodní a navštěvován zejména v době barokní. Hlavním svátkem byl 5. srpen, svátek posvěcení římské baziliky Santa Maria Maggiore. Vnitřní zařízení chrámu a jeho úpravy pocházejí z poloviny 19. století.
- Socha svatého Jana Nepomuckého – stojí před kostelem[7]
- Barokní polní kaple Nejsvětější Trojice z roku 1709.
- Lípa u Vlčí Hory – památný strom na rozcestí s kapličkou při silnici východně od vesnice[8] (50°55′29″ s. š., 14°28′35″ v. d.)

## Cestovní ruch, příroda
Vede zde Köglerova naučná stezka. V jižní části obce je rozsáhlé Fritscheho arboretum s mnoha rododendrony.